# Поречье (станция)
Поречье (бел. Парэ́чча) — станция Барановичского отделения Белорусской железной дороги в Гродненском районе Гродненской области Беларуси. Расположена в агрогородке Поречье ; на линии Узбережь — Гродно, между остановочными пунктами Салатье и Лосево. Ответвление Поречье — Друскининкай до остановочного пункта Наставник (Учитель).

## История
Движение здесь было начато в 1862 году. Участок назывался «Гродно — Поречье».
Первый 30-километровый участок железной дороги на территории Беларуси был проложен в рамках строительства Санкт-Петербургско-Варшавской магистрали между Гродно и Поречье.
Поречский вокзал в 1867 году стал первым на территории всей Беларуси станцией, с которой почти 155 лет назад отправился первый в стране поезд. Были построены объекты: паровозное депо, поворотных узел, множество складов.
Железнодорожная дорога в XX веке соединяла не только Варшаву и Санкт-Петербург, но поезда направлялись также до Вильнюса, Друскининкая и Гродно.
Вокзал запечатлен в фильмах «Зимородок», «Двое на острове слёз», «Меня зовут Арлекино», «Живой срез» и других.
В 2012 году на станции установлен памятный знак и монумент в виде макета первого поезда, который 150 лет назад приехал на эту приграничную станцию. 
Расположена музейная экспозиция истории белорусской железной дороги на станции «Поречье» Гродненского района.

## Описание
8 регулярных поездов проходят через ж/д станцию Поречье, внутренние маршруты поездов.
На железнодорожной станции "Поречье" можно приобрести билеты до населенных пунктов: Гродно, Рыбница и др.
Среднее время остановки на ж/д станции "Поречье" составляет 5 минут.
Самое длительное время стоянки составляет 5 минут для поезда, следующего по маршруту 6702 Гродно — Узбережь.

## Остановочные пункты
| Предыдущая станция | Белорусская железная дорога | Следующая станция |
| ------------------ | --------------------------- | ----------------- |
| о. п. Салатье      | Узбережь — Гродно           | о. п. Лосево      |